# Modicus minimus
Modicus minimus — вид риб родини Присоскоперові (Gobiesocidae). Вид є ендеміком узбережних вод Нової Зеландії. Мешкає на твердому кам'янистому дні серед покривників, мохуваток та брахіопод на глибині до 90 м. Тіло завдовжки до 3,4 см.